# Trame
Die Trame ist ein rund 12 km langer Bach im nördlichen Jura und ein westnordwestlicher und linker Zufluss der Birs im Schweizer Kanton Bern.

## Name
Der Name Trame für den Fluss ist erst seit 1789 belegt. Es handelt sich wohl um eine Rückbildung aus dem Ortsnamen Tramelan.

## Geographie

### Verlauf
Die Trame entspringt eingedolt bei Tramelan und nimmt schon früh einen an den Nordhängen der Antiklinale der Montagne du Droit im Berner Jura am Rand der Hochflächen der Franches-Montagnes (deutsch Freiberge) entspringenden, viel längeren Quellbach auf. Als kleines Bächlein durchquert sie den Talkessel der Industriegemeinde Tramelan und fliesst ostwärts, bevor sie durch eine Talenge zwischen der Höhe La Tanne (im Süden, zur Montagne du Droit gehörig) und dem Montbautier (im Norden) kommt. Unterhalb dieser Engstelle tritt die Trame in das Juralängstal Vallée de Tavannes ein. In einer Talniederung am Nordrand dieses Beckens fliesst der Bach durch die Bauerndörfer Saicourt und Saules und mündet östlich von Reconvilier auf dem Gemeindegebiet von Loveresse in die Birs. Diese hat bis hierhin zwar erst eine Wegstrecke von rund 4 km zurückgelegt, führt aber mehr Wasser und behält ihren Namen bei.

### Einzugsgebiet
Das 39,88 km² grosse Einzugsgebiet der Trame wird über die Birs und den Rhein zur Nordsee entwässert.
Es besteht zu 41,7 % aus bestockter Fläche, zu 50,0 % aus Landwirtschaftsfläche, zu 7,9 % aus Siedlungsfläche und zu 0,5 % aus unproduktiven Flächen.
Die mittlere Höhe des Einzugsgebietes beträgt 708,3 m ü. M.

### Zuflüsse
(Vom Ursprung bis zur Mündung mit Namen und Seite. Die Namen nach dem Geoportal Bern und die Längen (auf eine Nachkommastelle gerundet) nach dem Geoserver der Schweizer Bundesverwaltung)
- Le Pré de l’Enfert (links), 0,1 km
- Sous Montbeautier (links), 0,3 km[7]
- Ruisseau Fontenette (links), 0,2 km[7]
- Mt. Toreau (links), 0,4 km[7]
- Canal de Chaindon (rechts), 0,6 km
- Le Cros (rechts), 0,4 km
- La Poicherie (links), 0,2 km[7]
- Combe Bordon[8] (links), 0,5 km
- Le Ruaux[8] (links), 0,5 km
- Le Reusereu (rechts), 1,0 km
- Le Rudibé (links), 0,8 km
- Montes des Frêtes (rechts), 0,5 km[7]
- Dorfbach Saules (links), 0,6 km[7]

## Hydrologie
An der Mündung der Trame in die Birs beträgt ihre modellierte mittlere Abflussmenge (MQ) 850 l/s. Ihr Abflussregimetyp ist nivo-pluvial jurassien und ihre Abflussvariabilität beträgt 26.
Der modellierte monatliche mittlere Abfluss (MQ) der Trame in l/s

## Nutzung
Früher wurde die Wasserkraft der Trame an mehreren Orten durch Mühlen (darunter Moulin Brûlé an der Engstelle unterhalb Tramelan) und Sägereien genutzt.